# Haroldson L. Hunt
Haroldson Lafayette Hunt, Jr. eller mer känd som H.L. Hunt, född 17 februari 1889 i Ramsey, Illinois, död 29 november 1974 i Dallas, var en amerikansk oljemiljonär. 
Hunt var den yngste av en barnaskara på åtta, och kunde läsa redan vid tre års ålder; han utmärkte sig tidigt genom ett fenomenalt minne. Hunt lämnade folkskolan efter fem klasser och begav sig ut på vandring. Han korsade västra USA som frisör, cowboy, timmerhuggare och spelare. Därefter slog han sig ned i Arkansas som bomullsodlare, men verksamheten måste ställas in när bomullspriset drastiskt sjönk 1921. Därefter började han med oljeletning och genomförde framgångsrika borrningar i Arkansas. Han förlade sin verksamhet till östra Texas, var den åldrande C.M. "Dad" Joiner upptäckt världens största oljefält. Hunt förvärvade Joiners ägor, som i sin tur dog utfattig.
På 1950-talet gav sig H.L. Hunt in i politiken, och propagerade för högerextremistiska åsikter genom 331 lokala radiostationer runtom i Texas. En del tror att propagandan bidrog till att skapa den hätska atmosfär som rådde i delstaten vid tidpunkten för John F. Kennedys mord 1963. Radioprogrammen finansierades av Facts Forum, Inc., Life Line Foundation och Bright Star Foundation, samtliga Hunts egna stiftelser.
H.L. Hunt var mångårig vän till Lyndon B. Johnson och närde även vänskap med Joseph McCarthy. Hunts PR-man författade 1956 The Lyndon Johnson Story.
Hunt hade tre familjer och 14 barn.